# Taifa Calatayud
De taifa Calatayud was een emiraat (taifa) in de regio Aragón, in het noorden van Spanje. De taifa kende een onafhankelijke periode van 1046 tot 1055. De stad Calatayud  (Arabisch: Qalat al-Ayyub) was de hoofdplaats van de taifa. De taifa ontstond in 1046 na de dood van Suleiman ibn Hud al-Mustasin, emir van de Taifa Zaragoza toen Calatayud aan zijn zoon Mohammed al-Mundir ibn Suleiman kwam.
In 1120 kwam Calatayud aan het koninkrijk Aragón, na de overwinning in de Slag bij Cutanda door koning Alfons I van Aragón op de Almoraviden onder Ali ibn Yusuf.